# アレック・ニューマン
アレック・ニューマン（Alec Newman、1974年11月27日 - ）は、イギリスの俳優。

## 主な出演作品
- プー2 あくまのくまさんとじゃあくななかまたち
- キリング・アイランド（ヴラッド）
- クライムダウン（ロブ）
- スノーマン 雪闇の殺人鬼
- CODE;GENE　コード；ジーン（クリスチャン）
- ザ・アイデンティティー
- フランケンシュタイン（ヴィクター・フランケンシュタイン）
- ザ・シャドー　呪いのパーティ
- デューン/砂の惑星 (テレビドラマ)（ポール・アトレイデス）
- デューン/砂の惑星II（ポール・アトレイデス）
- ｇ：ｍｔ